# Aplidium minithorax
Aplidium minithorax is een zakpijpensoort uit de familie van de Polyclinidae. De wetenschappelijke naam van de soort werd in 2012 voor het eerst geldig gepubliceerd door Françoise Monniot.